# Liste der Kulturdenkmale in Seeland (Sachsen-Anhalt)
In der Liste der Kulturdenkmale in Seeland sind alle Kulturdenkmale der Gemeinde Seeland (Salzlandkreis) aufgelistet. Grundlage ist das Denkmalverzeichnis des Landes Sachsen-Anhalt, das auf Basis des Denkmalschutzgesetzes vom 21. Oktober 1991 erstellt wurde (Stand 31. Dezember 2022).

## Kulturdenkmale nach Ortsteilen

### Friedrichsaue
| Lage                      | Bezeichnung            | Beschreibung | Erfassungs- nummer | Ausweisungsart | Bild           |
| ------------------------- | ---------------------- | ------------ | ------------------ | -------------- | -------------- |
| Chausseestraße (Karte)    | Kirche St. Bartholomäi | Kirche       | 094 04253          | Baudenkmal     | Weitere Bilder |
| Chausseestraße 5 (Karte)  | Bauernhof              |              | 094 17555          | Baudenkmal     | Bauernhof      |
| Chausseestraße 8 (Karte)  | Bauernhof              |              | 094 17556          | Baudenkmal     | Bauernhof      |
| Chausseestraße 14 (Karte) | Schnitterkaserne       |              | 094 17557          | Baudenkmal     | Weitere Bilder |
| Schulstraße 14 (Karte)    | Wohnhaus               |              | 094 17558          | Baudenkmal     | Wohnhaus       |

### Frose
| Lage                                                 | Bezeichnung             | Beschreibung                                              | Erfassungs- nummer | Ausweisungsart | Bild                    |
| ---------------------------------------------------- | ----------------------- | --------------------------------------------------------- | ------------------ | -------------- | ----------------------- |
| nordöstlich der Kirche (Karte)                       | Domäne                  |                                                           | 094 04299          | Baudenkmal     | Weitere Bilder          |
| Am Kirchberg 418 (Karte)                             | Kirche                  | Sankt-Cyriakus-Kirche                                     | 094 04249          | Baudenkmal     | Weitere Bilder          |
| Am Kirchberg, nordöstlich der Stiftskirche (Karte)   | Schule                  | ehemalige Schule, Abriss droht wegen schlechten Zustands. | 094 61419          | Baudenkmal     | Weitere Bilder          |
| Am Kirchberg (Karte)                                 | Treppenanlage           |                                                           | 094 17460          | Baudenkmal     | Weitere Bilder          |
| Am Kirchberg 417 (Karte)                             | Bauernhof               |                                                           | 094 17504          | Baudenkmal     | Bauernhof               |
| Ascherslebener Straße 364 (Karte)                    | Wohnhaus                |                                                           | 094 96377          | Baudenkmal     | Wohnhaus                |
| Ascherslebener Straße 375 (Karte)                    | Wohnhaus                |                                                           | 094 17461          | Baudenkmal     | Wohnhaus                |
| Ascherslebener Straße 392 (Karte)                    | Bauernhof               |                                                           | 094 17462          | Baudenkmal     | Bauernhof               |
| Vor dem Bahnhof 274 (Karte)                          | Bahnhof                 | ehemaliges Bahnhofsgebäude Frose                          | 094 97590          | Baudenkmal     | Weitere Bilder          |
| Bahnhofstraße 328a (Karte)                           | Wohnhaus                |                                                           | 094 17505          | Baudenkmal     | Wohnhaus                |
| Bahnhofstraße 329 (Karte)                            | Wohnhaus                |                                                           | 094 17463          | Baudenkmal     | Wohnhaus                |
| Bahnhofstraße 332b (Karte)                           | Wohnhaus                |                                                           | 094 96376          | Baudenkmal     | Wohnhaus                |
| Bahnhofstraße 332c (Karte)                           | Wohnhaus                |                                                           | 094 17464          | Baudenkmal     | Wohnhaus                |
| Hinter dem Dorf (Karte)                              | Wasserturm              |                                                           | 094 07110          | Baudenkmal     | Weitere Bilder          |
| Hoymer Straße 250 (Karte)                            | Bauernhof               |                                                           | 094 17465          | Baudenkmal     | Bauernhof               |
| Hoymer Straße 250a (Karte)                           | Wohnhaus                |                                                           | 094 17466          | Baudenkmal     | Wohnhaus                |
| Hoymer Straße 255 (Karte)                            | Wohnhaus                |                                                           | 094 17467          | Baudenkmal     | Wohnhaus                |
| Jägergasse 75 (Karte)                                | Wohnhaus                |                                                           | 094 17471          | Baudenkmal     | Wohnhaus                |
| Königsauer Straße 15 (Karte)                         | Bauernhof               |                                                           | 094 17472          | Baudenkmal     | Bauernhof               |
| Königsauer Straße 26 (Karte)                         | Bauernhof               |                                                           | 094 17473          | Baudenkmal     | Bauernhof               |
| Königsauer Straße 27 (Karte)                         | Bauernhof               |                                                           | 094 17474          | Baudenkmal     | Bauernhof               |
| Königsauer Straße 34 (Karte)                         | Rathaus                 | Bendix-Stift                                              | 094 17475          | Baudenkmal     | Weitere Bilder          |
| Leopoldstraße 265 (Karte)                            | Bauernhof               |                                                           | 094 17476          | Baudenkmal     | Bauernhof               |
| Mittelstraße 216 (Karte)                             | Wohnhaus                |                                                           | 094 17477          | Baudenkmal     | Wohnhaus                |
| Mittelstraße 227 (Karte)                             | Wohnhaus                |                                                           | 094 17479          | Baudenkmal     | Wohnhaus                |
| Mühlenstraße 188b (Karte)                            | Wohnhaus                |                                                           | 094 17480          | Baudenkmal     | Wohnhaus                |
| Mühlenstraße 189 (Karte)                             | Bauernhof               |                                                           | 094 17481          | Baudenkmal     | Bauernhof               |
| Mühlenstraße 197 (Karte)                             | Bauernhof               |                                                           | 094 17482          | Baudenkmal     | Bauernhof               |
| Nachterstedter Straße 11 / Unter dem Turm 11 (Karte) | Wohn- und Geschäftshaus |                                                           | 094 17485          | Baudenkmal     | Wohn- und Geschäftshaus |
| Nachterstedter Straße 14 (Karte)                     | Wohnhaus                |                                                           | 094 17486          | Baudenkmal     | Wohnhaus                |
| Nachterstedter Straße 86, 87, 88, 89, 104 (Karte)    | Straßenzeile            |                                                           | 094 17487          | Baudenkmal     | Straßenzeile            |
| Nachterstedter Straße 105 (Karte)                    | Wohnhaus                | Zum Löwen                                                 | 094 17488          | Baudenkmal     | Wohnhaus                |
| Nachterstedter Straße 231 (Karte)                    | Bauernhof               |                                                           | 094 17489          | Baudenkmal     | Bauernhof               |
| Neue Reihe 122 (Karte)                               | Wohnhaus                |                                                           | 094 17490          | Baudenkmal     | Wohnhaus                |
| Thomas-Müntzer-Straße (Karte)                        | Denkmal                 | Allegorie der Landwirtschaft                              | 094 17493          | Baudenkmal     | Weitere Bilder          |
| Unter dem Turm 1 (Karte)                             | Wohnhaus                | Ratsschenke                                               | 094 17494          | Baudenkmal     | Weitere Bilder          |
| Unter dem Turm 3 (Karte)                             | Feuerwache              | Feuerwache Frose                                          | 094 17495          | Baudenkmal     | Weitere Bilder          |
| Unter dem Turm 5 (Karte)                             | Bauernhof               |                                                           | 094 17496          | Baudenkmal     | Bauernhof               |
| Unter dem Turm 232 (Karte)                           | Bauernhof               |                                                           | 094 17497          | Baudenkmal     | Bauernhof               |
| Unter dem Turm 236 (Karte)                           | Bauernhof               |                                                           | 094 17498          | Baudenkmal     | Weitere Bilder          |
| Unter dem Turm 410 (Karte)                           | Wohnhaus                |                                                           | 094 17499          | Baudenkmal     | Wohnhaus                |
| Vor dem Bahnhof 202b (Karte)                         | Postamt                 |                                                           | 094 17500          | Baudenkmal     | Weitere Bilder          |
| Vor der See 393 (Karte)                              | Wohnhaus                |                                                           | 094 17501          | Baudenkmal     | Wohnhaus                |
| Vor der See 400 (Karte)                              | Bauernhof               |                                                           | 094 17502          | Baudenkmal     | Bauernhof               |
| Wiesenschlag 9 (Karte)                               | Wohnhaus                |                                                           | 094 04250          | Baudenkmal     | Wohnhaus                |
| Wilslebener Straße 376 (Karte)                       | Bauernhof               |                                                           | 094 17503          | Baudenkmal     | Bauernhof               |

### Gatersleben
| Lage                                                              | Bezeichnung             | Beschreibung                                    | Erfassungs- nummer | Ausweisungsart               | Bild                    |
| ----------------------------------------------------------------- | ----------------------- | ----------------------------------------------- | ------------------ | ---------------------------- | ----------------------- |
| westlich der Ortslage, Richtung Quedlinburg (Karte)               | Gaterslebener Warte     | Warte                                           | 094 17559          | Baudenkmal                   | Weitere Bilder          |
| Am Anger 2 (Karte)                                                | Wohnhaus                |                                                 | 094 17560          | Baudenkmal                   | Wohnhaus                |
| Corrensstraße (Karte)                                             | Institutsgebäude        | Zentralinstitut für Genetik und Kulturpflanzen  | 094 03576          | Baudenkmal                   | Weitere Bilder          |
| Hühnerbrücke (Karte)                                              | Wirtschaftsgebäude      |                                                 | 094 17563          | Baudenkmal                   | Wirtschaftsgebäude      |
| Kapellenteich 6 (Karte)                                           | Wohnhaus                |                                                 | 094 17564          | Baudenkmal                   | Wohnhaus                |
| Kapellenteich 7, 7a, 8, 8b, 8c, 9, 10, 11, 12, 13, 18, 20 (Karte) | Siedlung                |                                                 | 094 81077          | Denkmalbereich               | Siedlung                |
| Lange Straße 6 (Karte)                                            | Bauernhof               | Amtsschenke, Goldener Löwe                      | 094 17567          | Baudenkmal                   | Weitere Bilder          |
| Lange Straße 7, 7a (Karte)                                        | Gutshof                 |                                                 | 094 17568          | Baudenkmal                   | Weitere Bilder          |
| Lange Straße 8 (Karte)                                            | Scheune                 | Große Feldsteinscheune von 1875                 | 094 17569          | Baudenkmal                   | Weitere Bilder          |
| Lange Straße 17 (Karte)                                           | Wohnhaus                |                                                 | 094 17570          | Baudenkmal                   | Wohnhaus                |
| Lange Straße 26 (Karte)                                           | Wohnhaus                | Das Wohnhaus scheint abgerissen worden zu sein. | 094 17571          | Baudenkmal                   | Wohnhaus                |
| Lange Straße 41 (Karte)                                           | Schmiede                |                                                 | 094 17573          | Baudenkmal                   | Weitere Bilder          |
| Lange Straße 45 (Karte)                                           | Spritzenhaus            |                                                 | 094 17566          | Baudenkmal                   | Weitere Bilder          |
| Lange Straße 52 (Karte)                                           | Wohnhaus                | Schwabenhof                                     | 094 17562          | Baudenkmal                   | Weitere Bilder          |
| Lange Straße 54 (Karte)                                           | Postamt                 | Posthof, Alte Post                              | 094 17565          | Baudenkmal                   | Postamt                 |
| Lange Straße 55 (Karte)                                           | Wohnhaus                |                                                 | 094 17575          | Baudenkmal                   | Wohnhaus                |
| Liebigweg 5, 5a (Karte)                                           | Häusergruppe            |                                                 | 094 95374          | Denkmalbereich               | Häusergruppe            |
| Mühlenweg 8 (Karte)                                               | Mühle                   | Neue Mühle, Obermühle                           | 094 17581          | Baudenkmal                   | Weitere Bilder          |
| Mühlenweg 11, 12, 13, 14 (Karte)                                  | Straßenzeile            |                                                 | 094 17582          | Denkmalbereich               | Straßenzeile            |
| Mühlenweg 15 (Karte)                                              | Villa                   | Ziemannsche Villa                               | 094 17583          | Baudenkmal                   | Villa                   |
| Neuer Weg 1 (Karte)                                               | Gasthof                 | Waltershof                                      | 094 95375          | Baudenkmal                   | Gasthof                 |
| Neuer Weg 6 (Karte)                                               | Wohnhaus                | Essmannsches Haus                               | 094 95376          | Baudenkmal                   | Weitere Bilder          |
| Neuer Weg 19 (Karte)                                              | Wohnhaus                |                                                 | 094 95377          | Baudenkmal                   | Wohnhaus                |
| Neuer Weg 20 (Karte)                                              | Wohnhaus                |                                                 | 094 95378          | Baudenkmal                   | Wohnhaus                |
| Neuer Weg 23 (Karte)                                              | Scheune                 |                                                 | 094 95379          | Baudenkmal                   | Scheune                 |
| Quedlinburger Straße 21 (Karte)                                   | Wohnhaus                |                                                 | 094 17593          | Baudenkmal                   | Wohnhaus                |
| Quedlinburger Straße 23, 24 (Karte)                               | Platz                   |                                                 | 094 17594          | Denkmalbereich               | Platz                   |
| Schmiedestraße 1 (Karte)                                          | Burg Gatersleben        |                                                 | 094 03663          | Baudenkmal                   | Weitere Bilder          |
| Schmiedestraße 1                                                  | Burg Gatersleben        | Burg                                            | 094 03663 001      | Teilobjekt eines Baudenkmals |                         |
| Bahnhofstraße, Schmiedestraße (Karte)                             | Park                    | Park                                            | 094 03663 002      | Teilobjekt eines Baudenkmals | BW                      |
| Schmiedestraße 1 (Karte)                                          | Gutshof                 | Unterhof                                        | 094 17584          | Baudenkmal                   | Weitere Bilder          |
| Schmiedestraße 8, 9, 10, 11, 12 (Karte)                           | Straßenzeile            |                                                 | 094 17585          | Denkmalbereich               | Weitere Bilder          |
| Schulstraße (Karte)                                               | Kirche                  | Sankt-Stephanus-Kirche                          | 094 17586          | Baudenkmal                   | Weitere Bilder          |
| Schulstraße 1 (Karte)                                             | Wohn- und Geschäftshaus |                                                 | 094 17587          | Baudenkmal                   | Wohn- und Geschäftshaus |
| Schulstraße 3 (Karte)                                             | Bauernhof               | Ziemannshof                                     | 094 17588          | Baudenkmal                   | Bauernhof               |
| Schulstraße 4 (Karte)                                             | Wohnhaus                |                                                 | 094 17589          | Baudenkmal                   | Wohnhaus                |
| Schulstraße 5 (Karte)                                             | Schule                  | Fliegerschule, Rother Hof                       | 094 17590          | Baudenkmal                   | Schule                  |
| Schulstraße 9 (Karte)                                             | Wohnhaus                |                                                 | 094 17591          | Baudenkmal                   | Wohnhaus                |
| Schulstraße 10 (Karte)                                            | Bauernhof               | Rammelberghof, Krummhaarhof                     | 094 17592          | Baudenkmal                   | Weitere Bilder          |
| Schulstraße 11 (Karte)                                            | Pfarrhof                | Pfarrhof                                        | 094 03654          | Baudenkmal                   | Weitere Bilder          |
| Schulstraße 11, Pfarrhof                                          | Taubenturm              | Taubenturm                                      | 094 03654 001      | Teilobjekt eines Baudenkmals |                         |
| Unterdamm (Karte)                                                 | Stellwerk               | Stellwerk, erbaut um 1901                       | 094 17595          | Baudenkmal                   | Weitere Bilder          |
| Wasserstraße 4 (Karte)                                            | Bauernhof               |                                                 | 094 17596          | Baudenkmal                   | Bauernhof               |

### Stadt Hoym
| Lage | Bezeichnung             | Beschreibung | Erfassungs- nummer | Ausweisungsart               | Bild                    |
| --- | ----------------------- | --- | ------------------ | ---------------------------- | ----------------------- |
| südöstlich von Hoym (Karte)                                                                              | Mühle                   | Fraubornmühle | 094 95002          | Baudenkmal                   | Weitere Bilder          |
| K1370, nordöstlich von Hoym (Karte)                                                                      | Wasserturm              | 1933 aus Ziegelsteinen erbaut, etwa 40 m hoch. Dient heute der Löschwasserversorgung und als Träger für Funkantennen. | 094 95001          | Baudenkmal                   | Weitere Bilder          |
| Alte Topfstraße 1, Mühlenstraße 4, 5 (Karte)                                                             | Platz                   | | 094 95032          | Denkmalbereich               | Platz                   |
| Am Gieseckenberg (Karte)                                                                                 | Friedhof                | Jüdischer Friedhof | 094 95007          | Baudenkmal                   | Weitere Bilder          |
| Am Mühlgraben 3 (Karte)                                                                                  | Wohnhaus                | | 094 95008          | Baudenkmal                   | Wohnhaus                |
| An der Kirche 1 (Karte)                                                                                  | Wohn- und Geschäftshaus | | 094 95009          | Baudenkmal                   | Wohn- und Geschäftshaus |
| Angerstraße 2 (Karte)                                                                                    | Bauernhof               | | 094 95010          | Baudenkmal                   | Bauernhof               |
| Badstubenstraße 3 (Karte)                                                                                | Wohnhaus                | | 094 95011          | Baudenkmal                   | Wohnhaus                |
| Badstubenstraße 23 (Karte)                                                                               | Wohnhaus                | | 094 95012          | Baudenkmal                   | Wohnhaus                |
| Bergstraße 24 (Karte)                                                                                    | Bauernhof               | | 094 95014          | Baudenkmal                   | Bauernhof               |
| Bundesstraße B 6, BW 1040 Selkebrücke (Karte)                                                            | Brücke                  | Möllerbrücke, um 1910 von dem Architekten Max Möller (1854–1935) erbaut. Heute nicht mehr B 6, sondern Wasserstraße, da die B 6 neu gebaut wurde und nicht mehr durch den Ort verläuft. Als Bodendenkmal geschützt unter anderem wegen des Pflasters und des Todesmarsches von 1945. Wegen Baufälligkeit wurde die Brücke im März 2025 gesperrt und wird dann abgerissen. | 094 90366          | Baudenkmal                   | Weitere Bilder          |
| Buschstraße 14 (Karte)                                                                                   | Bauernhof               | | 094 95015          | Baudenkmal                   | Bauernhof               |
| Alte Topfstraße 18 (Karte)                                                                               | Speicher                | | 094 95016          | Baudenkmal                   | Speicher                |
| Ernst-Thälmann-Straße 1, 2, Markt 14, Marktstraße 4 (Karte)                                              | Häusergruppe            | Das Haus Marktstraße 4 wurde ca. 2003 abgerissen. | 094 95027          | Denkmalbereich               | Häusergruppe            |
| Ernst-Thälmann-Straße 11 (Karte)                                                                         | Wohnhaus                | Evangelisches Pfarramt | 094 95037          | Baudenkmal                   | Wohnhaus                |
| Ernst-Thälmann-Straße 12, 13, 14, 15 (Karte)                                                             | Straßenzeile            | | 094 95038          | Denkmalbereich               | Straßenzeile            |
| Ernst-Thälmann-Straße 15 (Karte)                                                                         | Wohnhaus                | | 094 95039          | Baudenkmal                   | Wohnhaus                |
| Fortunaplatz 2 (Karte)                                                                                   | Apotheke                | Kügelgen-Apotheke, 1986 benannt nach Wilhelm von Kügelgen. 1709 durch Michael Kaulitz aus Quedlinburg gegründet | 094 95017          | Baudenkmal                   | Weitere Bilder          |
| Fortunaplatz 3 (Karte)                                                                                   | Wohnhaus                | Ehemaliges Gasthaus Fortuna, erbaut um 1700. Stark sanierungsbedürftig, leerstehend. Saalbau wurde bereits abgerissen. Wurde auch als Kulturhaus und Kino genutzt. | 094 95018          | Baudenkmal                   | Weitere Bilder          |
| Friedhof (Karte)                                                                                         | Ehrenmal                | | 094 95006          | Baudenkmal                   | Ehrenmal                |
| Friedhof (Karte)                                                                                         | Friedhof                | | 094 95005          | Baudenkmal                   | Weitere Bilder          |
| Friedhof (Karte)                                                                                         | Grabmal                 | Erbbegräbnis der Familie Wendenburg | 094 95004          | Baudenkmal                   | Grabmal                 |
| Friedhofstraße, auf dem Friedhof (Karte)                                                                 | Feierhalle              | | 094 95003          | Baudenkmal                   | Feierhalle              |
| Henkstraße 15 (Karte)                                                                                    | Bauernhof               | | 094 95019          | Baudenkmal                   | Bauernhof               |
| Henkstraße 18 (Karte)                                                                                    | Wohnhaus                | | 094 95020          | Baudenkmal                   | Wohnhaus                |
| Hofgasse 1 (Karte)                                                                                       | Bauernhof               | | 094 95021          | Baudenkmal                   | Bauernhof               |
| Schlossstraße 1 (Karte)                                                                                  | Wohnhaus                | | 094 95057          | Baudenkmal                   | Wohnhaus                |
| Schlossstraße 3 (Karte)                                                                                  | Wohnhaus                | | 094 95058          | Baudenkmal                   | Wohnhaus                |
| Schlossstraße 4 (Karte)                                                                                  | Wohnhaus                | | 094 95059          | Baudenkmal                   | Wohnhaus                |
| Schlossstraße 6, 7 (Karte)                                                                               | Wohnhaus                | | 094 95060          | Baudenkmal                   | Wohnhaus                |
| Schlossstraße 8 (Karte)                                                                                  | Villa                   | | 094 95062          | Baudenkmal                   | Villa                   |
| Schlossstraße 9 (Karte)                                                                                  | Wohn- und Geschäftshaus | | 094 95061          | Baudenkmal                   | Wohn- und Geschäftshaus |
| Schlossstraße 11 (Karte)                                                                                 | Wohnhaus                | | 094 95063          | Baudenkmal                   | Wohnhaus                |
| Kirchgasse 1 (Karte)                                                                                     | Bauernhof               | | 094 95022          | Baudenkmal                   | Weitere Bilder          |
| Kirchgasse 2 (Karte)                                                                                     | Wirtschaftsgebäude      | | 094 95023          | Baudenkmal                   | Wirtschaftsgebäude      |
| Kirchgasse 3 (Karte)                                                                                     | Pfarrhaus               | | 094 95066          | Baudenkmal                   | Weitere Bilder          |
| Kirchhof (Karte)                                                                                         | Kirche                  | Stadtkirche Sankt Johannis | 094 95065          | Baudenkmal                   | Weitere Bilder          |
| Markt 1 (Karte)                                                                                          | Wohnhaus                | | 094 95024          | Baudenkmal                   | Wohnhaus                |
| Markt 3 (Karte)                                                                                          | Wohnhaus                | | 094 95380          | Baudenkmal                   | Wohnhaus                |
| Markt 7, 8, 9, 10 (Karte)                                                                                | Platz                   | Platz mit Baum als Naturdenkmal in der Mitte. | 094 95026          | Denkmalbereich               | Platz                   |
| Markt 10 (Karte)                                                                                         | Wohnhaus                | | 094 95025          | Baudenkmal                   | Wohnhaus                |
| Mittelstraße 1 (Karte)                                                                                   | Wohnhaus                | | 094 95028          | Baudenkmal                   | Wohnhaus                |
| Mittelstraße 4 (Karte)                                                                                   | Wohnhaus                | | 094 95029          | Baudenkmal                   | Wohnhaus                |
| Mühlenstraße 1, am Selkegraben (Karte)                                                                   | Mühle                   | Mittelmühle | 094 95030          | Baudenkmal                   | Weitere Bilder          |
| Mühlenstraße 3 (Karte)                                                                                   | Scheune                 | | 094 95031          | Baudenkmal                   | Scheune                 |
| Neustädter Straße 5a (Karte)                                                                             | Scheune                 | | 094 95033          | Baudenkmal                   | Scheune                 |
| Neustädter Straße 34 (Karte)                                                                             | Wohnhaus                | | 094 95034          | Baudenkmal                   | Wohnhaus                |
| Neustädter Straße 36 (Karte)                                                                             | Bauernhof               | | 094 95035          | Baudenkmal                   | Bauernhof               |
| Neustädter Straße 45 (Karte)                                                                             | Bauernhof               | | 094 95036          | Baudenkmal                   | Bauernhof               |
| Quedlinburger Straße, B 6, Nähe westlicher Ortsausgang Richtung Quedlinburg, rechte Straßenseite (Karte) | Distanzstein            | Anhaltischer Meilenstein | 094 95387          | Kleindenkmal                 | Weitere Bilder          |
| Quedlinburger Straße 46 (Karte)                                                                          | Gasthaus                | Gasthaus Schwarzer Bär | 094 95040          | Baudenkmal                   | Gasthaus                |
| Reinstedter Straße 1a (Karte)                                                                            | Wohnhaus                | | 094 95041          | Baudenkmal                   | Wohnhaus                |
| Schlossplatz 1 (Karte)                                                                                   | Schule                  | Grundschule Prinzenhaus. 1721 errichtet und bis 1986 als Schule betrieben. Nach Leerstand Sanierung 2002–2004 und Nutzung als Grundschule. | 094 95053          | Baudenkmal                   | Weitere Bilder          |
| Schlossplatz 5-7 (Karte)                                                                                 | Wirtschaftsgebäude      | Nebengebäude der Domäne, ehemaliger Kornspeicher und Inspektorenhaus, 2003 Umbau zur Turnhalle. | 094 95052          | Baudenkmal                   | Wirtschaftsgebäude      |
| Schlossplatz 3 (Karte)                                                                                   | Wohnhaus                | | 094 95054          | Baudenkmal                   | Weitere Bilder          |
| Schlossplatz 2 (Karte)                                                                                   | Verwaltungsgebäude      | Alte Post | 094 95055          | Baudenkmal                   | Weitere Bilder          |
| Schlossplatz 4 (Karte)                                                                                   | Verwaltungsgebäude      | 1767 als Wohn- und Verwaltungsgebäude für die Domäne errichtet. Nutzung fand als Umsiedlerhaus und Kindergarten statt. Ca. 1992 Umnutzung in Ärztehaus und Begegnungsstätte. Verputztes Fachwerkgebäude. | 094 95056          | Baudenkmal                   | Weitere Bilder          |
| Schlossplatz 6 (Karte)                                                                                   | Schloss Hoym            | Schloss Schloss Hoym und mehrere Wohngebäude auf dem Gelände stehen unter Denkmalschutz. | 094 95051          | Baudenkmal                   | Weitere Bilder          |
| Schlossplatz                                                                                             | Park                    | Park | 094 95051 001      | Teilobjekt eines Baudenkmals |                         |
| Rudolf-Breitscheid-Straße 4 (Karte)                                                                      | Wohnhaus                | Wohnhaus | 094 95042          | Baudenkmal                   | Wohnhaus                |
| Rudolf-Breitscheid-Straße 6 (Karte)                                                                      | Wohnhaus                | | 094 95044          | Baudenkmal                   | Wohnhaus                |
| Rudolf-Breitscheid-Straße 7 (Karte)                                                                      | Wohnhaus                | | 094 95045          | Baudenkmal                   | Wohnhaus                |
| Rudolf-Breitscheid-Straße 9 (Karte)                                                                      | Wohnhaus                | | 094 95046          | Baudenkmal                   | Wohnhaus                |
| Rudolf-Breitscheid-Straße 10 (Karte)                                                                     | Wohnhaus                | | 094 95047          | Baudenkmal                   | Wohnhaus                |
| Rudolf-Breitscheid-Straße 11 (Karte)                                                                     | Bauernhof               | | 094 95048          | Baudenkmal                   | Bauernhof               |
| Schäfergasse 11 (Karte)                                                                                  | Wohnhaus                | | 094 95050          | Baudenkmal                   | Wohnhaus                |
| Rathausplatz 1 (Karte)                                                                                   | Wohnhaus                | Rathaus Hoym | 094 95067          | Baudenkmal                   | Weitere Bilder          |
| Unterstraße 5 (Karte)                                                                                    | Wohnhaus                | | 094 95068          | Baudenkmal                   | Wohnhaus                |
| Unterstraße 7 (Karte)                                                                                    | Wohnhaus                | | 094 95069          | Baudenkmal                   | Wohnhaus                |
| Unterstraße 19 (Karte)                                                                                   | Wohnhaus                | | 094 95070          | Baudenkmal                   | Wohnhaus                |
| Wasserstraße 17 (Karte)                                                                                  | Mühle                   | Schloßmühle, Constabelsche Mühle | 094 95071          | Baudenkmal                   | Weitere Bilder          |
| Zwischen den Tiewänden 3, 4, 5, 6 (Karte)                                                                | Häusergruppe            | | 094 95072          | Denkmalbereich               | Häusergruppe            |
| Zwischen den Tiewänden 4 (Karte)                                                                         | Wohnhaus                | 2002 saniert | 094 95073          | Baudenkmal                   | Wohnhaus                |
| Zwischen den Tiewänden 9 (Karte)                                                                         | Wohnhaus                | | 094 95074          | Baudenkmal                   | Wohnhaus                |

### Nachterstedt
| Lage                       | Bezeichnung  | Beschreibung | Erfassungs- nummer | Ausweisungsart | Bild           |
| -------------------------- | ------------ | --- | ------------------ | -------------- | -------------- |
| Am Bahnhof (Karte)         | Bahnhof      | stark verfallen | 094 95123          | Baudenkmal     | Weitere Bilder |
| Am Bahnhof (Karte)         | Stellwerk    | Im Jahr 2017 abgerissen.                                                                                            | 094 95124          | Baudenkmal     | BW             |
| Am Bahnhof 4 (Karte)       | Wohnhaus     | | 094 95125          | Baudenkmal     | Wohnhaus       |
| Friedhofstraße (Karte)     | Feierhalle   | Feierhalle auf dem Friedhof                                                                                         | 094 95126          | Baudenkmal     | Feierhalle     |
| Friedhof (Karte)           | Gedenkstätte | Russischer Ehrenfriedhof, Mahnmal für sowjetische Kriegsgefangene. (seit 2009 Sperrgebiet)                          | 094 95127          | Baudenkmal     | BW             |
| Froser Straße              | Friedhof     | Friedhof liegt seit 2009 im Sperrgebiet. (Concordiasee)                                                             | 094 95128          | Baudenkmal     |                |
| Haldenstraße 23–25 (Karte) | Wohnhaus     | Wohnhaus mit drei Eingängen. Leerstehend. (2018)                                                                    | 094 95129          | Baudenkmal     | Wohnhaus       |
| Lindenstraße (Karte)       | Kirche       | ev. Kirche St. Nicolai II, 1957 errichtet. Ersatzbau für die Kirche am alten Standort im Concordia-Tagebau          | 094 95131          | Baudenkmal     | Weitere Bilder |
| Lindenstraße 1 (Karte)     | Rathaus      | Errichtet 1947–1948 nach Plänen von Hermann Frede                                                                   | 094 95130          | Baudenkmal     | Weitere Bilder |
| Lindenstraße 3–5 (Karte)   | Kulturpalast | Kulturhaus Nachterstedt mit Saal und Bühne, jetzt Dorfgemeinschaftshaus. Angeschlossenes Hotel war Teil des Hauses. | 094 95132          | Baudenkmal     | Weitere Bilder |
| Virchowstraße 8a (Karte)   | Speicher     | Speichergebäude Thomas-Müntzer-Straße 17                                                                            | 094 95133          | Baudenkmal     | Speicher       |

### Schadeleben
| Lage                                                     | Bezeichnung    | Beschreibung | Erfassungs- nummer | Ausweisungsart | Bild           |
| -------------------------------------------------------- | -------------- | --- | ------------------ | -------------- | -------------- |
| (Karte)                                                  | Kirche         | Evangelische Kirche St. Annen. Errichtet 1821, Vorgängerbauten von 1564 und 1663. Barocker Kanzelaltar und Orgel im Inneren. | 094 95104          | Baudenkmal     | Weitere Bilder |
| Am Anger 9 (Karte)                                       | Bauernhof      | Das leerstehende Wohnhaus des Bauernhofes brannte am 8. Juni 2020 aus.                                                       | 094 95109          | Baudenkmal     | Bauernhof      |
| Am Weinberg 5 (Karte)                                    | Tagelöhnerhaus | | 094 95122          | Baudenkmal     | Tagelöhnerhaus |
| Bäckerstraße 2 (Karte)                                   | Wohnhaus       | Ehemalige Gemeindeverwaltung, früher Schulgebäude. Seit 2010 Heimatstube.                                                    | 094 95120          | Baudenkmal     | Wohnhaus       |
| Bäckerstraße 4 (Karte)                                   | Wohnhaus       | | 094 95119          | Baudenkmal     | Wohnhaus       |
| Bauernstraße 23b, südlich der Gemeindeverwaltung (Karte) | Scheune        | Ehemalige Schäferei, nach Umbau zum „Seelandforum“ jetzt Gemeinschaftshaus des Ortes.                                        | 094 95117          | Baudenkmal     | Weitere Bilder |
| Bauernstraße 11 (Karte)                                  | Wohnhaus       | Robinienhof | 094 95121          | Baudenkmal     | Wohnhaus       |
| Bauernstraße 13 (Karte)                                  | Bauernhof      | | 094 95116          | Baudenkmal     | Bauernhof      |
| Bauernstraße 15 (Karte)                                  | Wohnhaus       | | 094 95115          | Baudenkmal     | Wohnhaus       |
| Bauernstraße 16 (Karte)                                  | Bauernhof      | | 094 95114          | Baudenkmal     | Bauernhof      |
| Bauernstraße 23 (Karte)                                  | Scheune        | | 094 95112          | Baudenkmal     | Scheune        |
| Bauernstraße 25 (Karte)                                  | Bauernhof      | | 094 95111          | Baudenkmal     | Bauernhof      |
| Cochstedter Straße 23 (Karte)                            | Wohnhaus       | | 094 95108          | Baudenkmal     | Wohnhaus       |
| Cochstedter Straße 25 (Karte)                            | Tagelöhnerhaus | Baufälliger Zustand. (2018)                                                                                                  | 094 95106          | Baudenkmal     | Tagelöhnerhaus |
| Friedrichsauer Straße 3 (Karte)                          | Stall          | | 094 95105          | Baudenkmal     | Stall          |

## Ehemalige Kulturdenkmale nach Ortsteilen
Die nachfolgenden Objekte waren ursprünglich ebenfalls denkmalgeschützt oder wurden in der Literatur als Kulturdenkmale geführt. Die Denkmale bestehen heute jedoch nicht mehr, ihre Unterschutzstellung wurde aufgehoben oder sie werden nicht mehr als Denkmale betrachtet.

### Frose
| Lage                            | Bezeichnung  | Beschreibung                                      | Erfassungs- nummer | Ausweisungsart | Bild         |
| ------------------------------- | ------------ | ------------------------------------------------- | ------------------ | -------------- | ------------ |
| Mittelstraße 225 (Karte)        | Wohnhaus     | abgerissen, teils Reste der Außenmauer verblieben | 094 17478          | Baudenkmal     | Wohnhaus     |
| Sandkuhle 174 (Karte)           | Wohnhaus     | saniert und umgebaut                              | 094 17491          | Baudenkmal     | Wohnhaus     |
| Sandkuhle 208, 209, 210 (Karte) | Häusergruppe | 208 erhalten, 209 und 210 sind abgerissen         | 094 17492          | Baudenkmal     | Häusergruppe |

### Gatersleben
| Lage                    | Bezeichnung | Beschreibung | Erfassungs- nummer | Ausweisungsart | Bild      |
| ----------------------- | ----------- | --- | ------------------ | -------------- | --------- |
| Lange Straße 34 (Karte) | Bauernhof   | | 094 17572          | Baudenkmal     | Bauernhof |
| Lange Straße 43 (Karte) | Bauernhof   | Hof wurde bereits abgerissen und mit Supermarkt neu bebaut.                                                      | 094 17574          | Baudenkmal     | BW        |
| Lange Straße 50 (Karte) | Bauernhof   | Gebberthof. Wurde bereits abgerissen und das Grundstück neu bebaut. (Auf dem Bild links teilweise noch zu sehen) | 094 96221          | Baudenkmal     | Bauernhof |

### Stadt Hoym
| Lage                                 | Bezeichnung  | Beschreibung | Erfassungs- nummer | Ausweisungsart | Bild         |
| ------------------------------------ | ------------ | --- | ------------------ | -------------- | ------------ |
| Bergstraße 6 (Karte)                 | Wohnhaus     | abgerissen | 094 95013          | Baudenkmal     | Wohnhaus     |
| Rudolf-Breitscheid-Straße 5 (Karte)  | Wohnhaus     | | 094 95043          | Baudenkmal     | Wohnhaus     |
| Schäfergasse 7, 8, 9, 10, 11 (Karte) | Straßenzeile | | 094 95049          | Denkmalbereich | Straßenzeile |
| Schmale Straße 17 (Karte)            | Wohnhaus     | Wohnhaus, nach einer Genehmigung aus dem Jahr 2014 abgerissen. Die Austragung aus dem Denkmalverzeichnis erfolgte im Jahr 2016. | 094 95064          | Baudenkmal     | BW           |

### Schadeleben
| Lage                                  | Bezeichnung | Beschreibung | Erfassungs- nummer | Ausweisungsart | Bild |
| ------------------------------------- | ----------- | --- | ------------------ | -------------- | ---- |
| Bäckerstraße 21 (Karte)               | Bauernhof   | Bereits abgerissen, Nutzung des Grundstücks als Parkplatz.                                                                                     | 094 95118          | Baudenkmal     | BW   |
| Bergwinkel, Ecke Friedhofsweg (Karte) | Wohnhaus    | Wohnhaus, aufgrund einer Sicherungsverfügung der Bauaufsicht 2015 abgerissen. Im Jahr 2016 erfolgte die Austragung aus dem Denkmalverzeichnis. | 094 95110          | Baudenkmal     | BW   |

## Legende
In den Spalten befinden sich folgende Informationen:
- Lage: Nennt den Straßennamen und wenn vorhanden die Hausnummer des Kulturdenkmals. Die Grundsortierung der Liste erfolgt nach dieser Adresse. Der Link „Karte“ führt zu verschiedenen Kartendarstellungen und nennt die geographischen Koordinaten.
Link zu einem Kartenansichtstool, um Koordinaten zu setzen. In der Kartenansicht sind Baudenkmale ohne Koordinaten mit einem roten bzw. orangen Marker dargestellt und können in der Karte gesetzt werden. Baudenkmale ohne Bild sind mit einem blauen bzw. roten Marker gekennzeichnet, Baudenkmale mit Bild mit einem grünen bzw. orangen Marker.
- Offizielle Bezeichnung: Nennt den Namen, die Bezeichnung oder zumindest die Art des Kulturdenkmals und verlinkt, soweit vorhanden, auf den Artikel zum Objekt.
- Beschreibung: Nennt bauliche und geschichtliche Einzelheiten des Kulturdenkmals, vorzugsweise die Denkmaleigenschaften.
- Erfassungsnummer: Für jedes Kulturdenkmal wird in Sachsen-Anhalt eine 20stellige Erfassungsnummer vergeben. Die letzten zwölf Ziffern werden für die Untergliederung nach Teilobjekten genutzt und werden nur angegeben, soweit vergeben. In dieser Spalte kann sich folgendes Icon  befinden, dies führt zu Angaben zu diesem Baudenkmal bei Wikidata.
- Ausweisungsart: Die Einordnung des Denkmales nach § 2 Abs. 2 DenkmSchG LSA
- Bild: Ein Bild des Denkmales, und gegebenenfalls einen Link zu weiteren Fotos des Kulturdenkmals im Medienarchiv Wikimedia Commons. Wenn man auf das Kamerasymbol klickt, können Fotos zu Kulturdenkmalen aus dieser Liste hochgeladen werden: